# Monstrancja z kościoła Bożego Ciała w Poznaniu
Monstrancja z kościoła Bożego Ciała w Poznaniu – dzieło gotyckiego złotnictwa wykonane około 1400 roku na terenie Prus Zakonnych. Według tradycji, monstrancja została zdobyta przez wojska Władysława II Jagiełły podczas wielkiej wojny w latach 1409–1411, a następnie ofiarowana przez króla do karmelitańskiego kościoła Bożego Ciała w Poznaniu w ramach rozwijającego się tu kultu Bożego Ciała.

## Dzieje
Monstrancja z kościoła Bożego Ciała należy do najstarszych zachowanych liturgicznych artefaktów tego typu na ziemiach polskich. Kilkakrotnie uzupełniana i przekształcana, co poświadcza miedzioryt w Sacratissimi Corporis Christi historia et miracula pióra Tomasza Tretera, napisanym w 1609 roku. Rycina ta przedstawia gotycką monstrancję przed barokowymi przekształceniami. Wcześniej, w XVI wieku na zwieńczeniu monstrancji umieszczono niewielki krucyfiks.
W połowie XVIII wieku monstrancja została częściowo zbarokizowana. W latach 1897–1898, z inicjatywy arcybiskupa Floriana Stablewskiego, była poddana w Münster konserwacji i regotycyzacji przeprowadzonej przez Josepha Franza Osthuesa. Obecnie prezentowana jest w Muzeum Archidiecezjalnym na Ostrowie Tumskim, jako depozyt kościoła Bożego Ciała.

## Wygląd
Monstrancja jest gotycka, z elementami neogotyckimi. Wykonana jest ze srebra złoconego, ponadto ma elementy ze szkła, kryształów i almandynów. Zastosowano tu szeroki wachlarz technik złotnictwa: kucie, odlew, cyzelowanie, grawerowanie i szlifowanie. Wysokość monstrancji wynosi 83,6 cm; szerokość (rozpiętość stopy) 30,8 × 23,9 cm.
Monstrancja stoi na dwunastolistnej stopie o naprzemiennie ostro i okrągło zakończonych wypustkach. Na jej powierzchni znajdują się wtórnie odlane tarcze herbowe z Orłem (Królestwo Polskie) i Pogonią (Wielkie Księstwo Litewskie). Na odwrocie stopy również wtórnie wygrawerowana inskrypcja w formie minuskuły: „Boże Ciało – Poznań”.
Powyżej lejkowatej stopy, u nasady trzonu sześcioboczny talerzyk oraz nodus w formie heksagonalnej aediculi. W górnej części trzonu okrągły talerzyk. Na lejkowatej, rozszerzającej się ku górze nasadzie stoi cylindryczne reservaculum (repozytorium na hostię) z okrągłym melchidezekiem wewnątrz, reservaculum flankują dwie kwadratowe w rzucie wieżyczki zwieńczone stylizowanymi fialami. Zwieńczenie reservaculum ma formę czworobocznej wieżyczki o kilku kondygnacjach, każda z nich charakteryzuje się ażurową dekoracją z wąskimi, ostrołukowymi okienkami. Naroża opięte są przyporami, niewielkimi łękami oporowymi i wysmukłymi fialami. Środkowa wieżyczka mieści w jednej z kondygnacji figurkę nieznanego świętego, który w rękach trzyma księgę. Wysoką, ostrosłupową fialę wieńczy niewielki krucyfiks.

## Analiza
Poznańska monstrancja jest cennym przykładem adaptacji form architektonicznych w sztuce złotniczej. Walory artystyczne kumulują się w wyważonych proporcjach, puryzmie konstrukcji i zwielokrotnieniu gotyckich motywów architektonicznych, które tworzą zasadniczy element zarówno kompozycyjny jak dekoracyjny. Monstrancja powstała w okresie rozpowszechniania się bogato dekorowanych form wieżowych, których tradycja sięga XIV wieku. Formy takie kształtowały się zarówno w dziełach monumentalnej architektury (wieże kościelne m.in. w Bebenhausen, Metz, Antwerpii) oraz plastyki (m.in. Piękna Studnia w Norymberdze, tzw. Spinnerim am Kruez w Wiener Neustadt, sakramentarium w kaplicy Św. Wacława w katedrze w Pradze).
Monstrancja została najprawdopodobniej wykonana na terenie państwa zakonu krzyżackiego, przez artystę, który znał zachodnioeuropejskie złotnictwo, zwłaszcza nadreńsko-westfalskie, gdzie w XIV i XV wieku wykonywano liczne monstrancje typu wieżowego (m.in. XIV-wieczna monstrancja w kościele w Ratingen, dzieło złotników z Kolonii). Według powszechnej opinii (choć nie potwierdzonej istniejącymi źródłami) monstrancja jest zdobyczą wojsk króla Jagiełły w ramach wielkiej wojny z zakonem 1409–1411. Została ofiarowana do kościoła Karmelitów w Poznaniu w ramach wspierania przez monarchę rozwijającego się tam kultu Bożego Ciała. Prawdopodobnie od tego czasu w monstrancji umieszczono trzy Hostie, które rzekomo sprofanowali Żydzi. Hostie te stały się przedmiotem kultu, a karmelicka świątynia najważniejszym ośrodkiem kultu Bożego Ciała w Królestwie Polskim.